# Michael Rutter
Michael Rutter (Wordsley, 18 aprile 1972) è un pilota motociclistico inglese.

## Carriera
Figlio d'arte (il padre Tony vinse 7 volte al Tourist Trophy tra il 1973 e il 1985 e fu quattro volte Campione del Mondo nella TT F2), ha esordito nel campionato Superbike britannico nella stagione 1992, conclusa giungendo nei primi dieci. Dal 1994 al 1998 ha continuato a partecipare a questo campionato concludendo sempre tra i primi sei della classifica generale e concludendo al terzo posto nel 1997.
Nella stagione 1999 ha corso nel motomondiale nella classe 500 con una Honda NSR 500 V2 del team Millar Honda, concludendo solo una gara in zona punti.
Dopo questa esperienza nel 2000 è ritornato alla serie nazionale. Nel 2002 è giunto secondo assoluto nel BSB dopo Steve Hislop. Nel 2004 e nel 2005 ha corso con il team ufficiale della Honda concludendo le due stagioni al secondo e terzo posto. Il team però non ha rinnovato il contratto così per il 2006 Rutter ha firmato con il team Stobart Motorsport Honda di Paul Bird. Nel 2011 è ottavo in campionato e ottiene due piazzamenti a podio mentre la stagione successiva chiude diciannovesimo.
Rutter è anche un famoso pilota di gare su strada ed ha vinto 14 volte la North West 200 e 8 volte il Gran Premio di Macao superando il record di vittorie detenuto da Ron Haslam.

## Risultati in gara

### Campionato mondiale Superbike
| 1993 | Moto     |     |     |  |  |  |  |  |  |  |  |  |  |  |  |  |  |  |  |  |  |  |  |    |    |  |  | Punti | Pos. |
| ---- | -------- | --- | --- |  |  |  |  |  |  |  |  |  |  |  |  |  |  |  |  |  |  |  |  | -- | -- |  |  | ----- | ---- |
| 1993 | Kawasaki | Rit | Rit |  |  |  |  |  |  |  |  |  |  |  |  |  |  |  |  |  |  |  |  | 13 | 17 |  |  | 3     | 62º  |

| 1994 | Moto   |    |     |  |  |  |  |  |  |  |  |  |  |  |  |  |  |  |  |    |    |  |  |  |  |  |  | Punti | Pos. |
| ---- | ------ | -- | --- |  |  |  |  |  |  |  |  |  |  |  |  |  |  |  |  | -- | -- |  |  |  |  |  |  | ----- | ---- |
| 1994 | Ducati | 13 | Rit |  |  |  |  |  |  |  |  |  |  |  |  |  |  |  |  | 10 | 19 |  |  |  |  |  |  | 9     | 40º  |

| 1995 | Moto   |  |  |  |  |  |  |  |  |  |  |  |  |     |     |     |     |  |  |  |  |  |  |  |  |  |  | Punti | Pos. |
| ---- | ------ |  |  |  |  |  |  |  |  |  |  |  |  | --- | --- | --- | --- |  |  |  |  |  |  |  |  |  |  | ----- | ---- |
| 1995 | Ducati |  |  |  |  |  |  |  |  |  |  |  |  | Rit | Rit | Rit | Rit |  |  |  |  |  |  |  |  |  |  | 0     |      |

| 1996 | Moto   |  |  |     |    |  |  |  |  |  |  |  |  |     |     |  |  |  |  |  |  |  |  |  |  |  |  | Punti | Pos. |
| ---- | ------ |  |  | --- | -- |  |  |  |  |  |  |  |  | --- | --- |  |  |  |  |  |  |  |  |  |  |  |  | ----- | ---- |
| 1996 | Ducati |  |  | Rit | 18 |  |  |  |  |  |  |  |  | Rit | Rit |  |  |  |  |  |  |  |  |  |  |  |  | 0     |      |

| 1997 | Moto  |  |  |  |  |  |  |  |  |  |  |  |  |    |   |  |  |  |  |  |  |  |  |  |  |  |  | Punti | Pos. |
| ---- | ----- |  |  |  |  |  |  |  |  |  |  |  |  | -- | - |  |  |  |  |  |  |  |  |  |  |  |  | ----- | ---- |
| 1997 | Honda |  |  |  |  |  |  |  |  |  |  |  |  | 11 | 3 |  |  |  |  |  |  |  |  |  |  |  |  | 21    | 23º  |

| 2002 | Moto   |  |  |  |  |  |  |  |  |  |  |    |     |  |  |  |  |  |  |     |   |  |  |  |  |  |  | Punti | Pos. |
| ---- | ------ |  |  |  |  |  |  |  |  |  |  | -- | --- |  |  |  |  |  |  | --- | - |  |  |  |  |  |  | ----- | ---- |
| 2002 | Ducati |  |  |  |  |  |  |  |  |  |  | 12 | Rit |  |  |  |  |  |  | Rit | 9 |  |  |  |  |  |  | 11    | 30º  |

| 2003 | Moto   |  |  |  |  |  |  |  |  |  |  |   |   |  |  |  |  |   |     |  |  |  |  |  |  |  |  | Punti | Pos. |
| ---- | ------ |  |  |  |  |  |  |  |  |  |  | - | - |  |  |  |  | - | --- |  |  |  |  |  |  |  |  | ----- | ---- |
| 2003 | Ducati |  |  |  |  |  |  |  |  |  |  | 8 | 9 |  |  |  |  | 8 | Rit |  |  |  |  |  |  |  |  | 23    | 23º  |

| Legenda | 1º posto        | 2º posto            | 3º posto           | A punti      | Senza punti        | Grassetto – Pole position Corsivo – Giro più veloce |
| Legenda | Gara non valida | Non qual./Non part. | Ritirato/Non class | Squalificato | '-' Dato non disp. | Grassetto – Pole position Corsivo – Giro più veloce |

### Motomondiale
| 1999 | Classe | Moto  |     |    |    |     |     |     |     |    |     |     |     |    |     |     |     |    | Punti | Pos. |
| ---- | ------ | ----- | --- | -- | -- | --- | --- | --- | --- | -- | --- | --- | --- | -- | --- | --- | --- | -- | ----- | ---- |
| 1999 | 500    | Honda | Rit | 18 | 17 | Rit | Rit | Rit | Rit | 11 | Rit | Rit | Rit | 16 | Rit | Rit | Rit | 19 | 5     | 27º  |

| Legenda | 1º posto        | 2º posto            | 3º posto            | A punti      | Senza punti        | Grassetto – Pole position Corsivo – Giro più veloce |
| Legenda | Gara non valida | Non qual./Non part. | Ritirato/Non class. | Squalificato | '-' Dato non disp. | Grassetto – Pole position Corsivo – Giro più veloce |